# Chris Kratt
Christopher Frederick James Kratt (Warren Township, 19 de julho de 1969) é um apresentador americano de programas educacionais ligados à natureza. Junto com seu irmão Martin, apresentou programas como Kratts' Creatures, Zoboomafoo, Be the Creature (transmitido pelo National Geographic Channel) e Wild Kratts.

## Biografia
Chris cresceu em Warren Township, Nova Jérsie. Ele tem um B.A. em biologia pelo Carleton College. Em todos os seus programas educacionais, Chris atua com seu irmão Martin.
Em 1990, ele foi estagiário na Conservation International em Washington, DC. Um ano depois, ele começou a estudar na Carleton Organization for Biodiversity (Organização para Biodiversidade de Carleton). Seus estudos de ecologia foram financiados pelo Explorers Club e pela National Science Foundation.
Enquanto estava no Carleton College, Chris recebeu o Watson Fellowship para viajar e filmar animais no exterior durante as tardes de verão no primeiro ano. Depois de se formar na Carleton em 1992, Chris foi premiado com o Thomas J. Watson Fellowship que ele usou para filmar documentários sobre vida selvagem no Peru, no Brasil e na Austrália.
De 13 de junho a 3 de agosto de 2008, Chris apresentou, juntamente com seu irmão Martin, o programa Creature Adventures, em Dollywood, Pigeon Forge, Tennessee.
Ele fundou, junto a Martin, a Kratt Brothers Creature Heroes, uma organização sem fins lucrativos dedicada a possibilitar que crianças ajudem os animais em todo o mundo; e a Carleton Organization for Biodiversity, um grupo que trabalha para aumentar a consciência pública sobre conservação da vida selvagem.

### Vida pessoal
Chris é casado com Tania e tem dois filhos.
Seu filho mais velho atua como personagem em Wild Kratts.